# 蛯名正義
蛯名 正義（えびな まさよし、1969年3月19日 - ）は、JRA所属の元騎手で現在は調教師。2001年度の全国リーディングジョッキーであり、2012年に史上7人目のJRA2000勝を達成した関東のトップジョッキーである。

## 人物

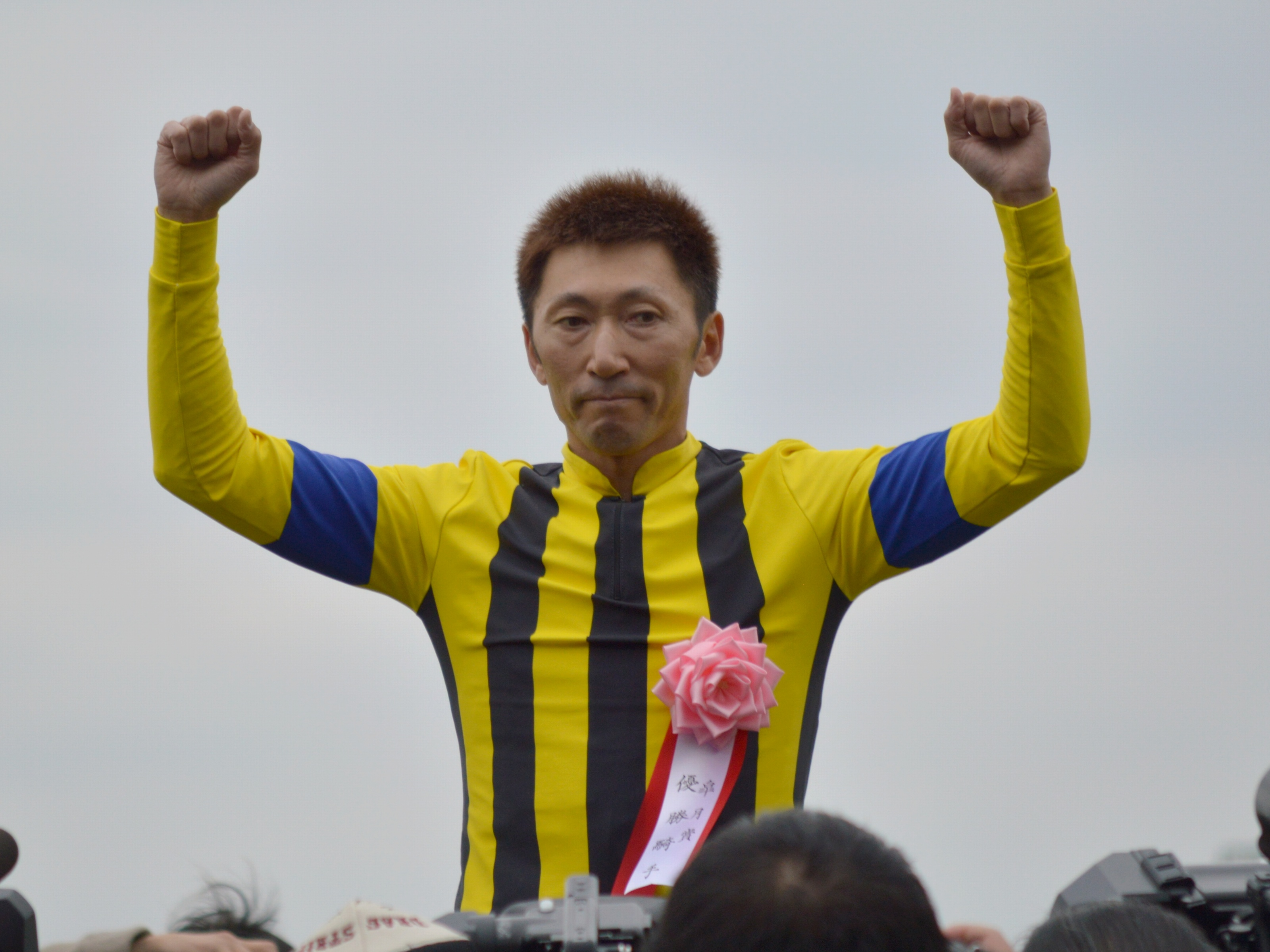
騎手時代(2014年皐月賞)

北海道札幌市白石区出身。グリーングラスが勝利した菊花賞を見て騎手を志す。
小学生のときに足の難病を発症するが、その時に入院していた病院に当時読売ジャイアンツに在籍していた王貞治が慰問、じゃんけんを勝ち抜き抱っこしてもらう。後に騎手となった際に王とは再会を果たすことになる。
その後、病気は奇跡的に回復し、札幌市立東白石中学校卒業後に競馬学校入り。中学生時代には大泉洋の母親が英語の授業を受け持っていた。1986年度卒業の競馬学校3期生であり、同期に武豊がいる。
競馬学校卒業後の1987年に矢野進厩舎からデビュー。初騎乗は同年3月1日、中山競馬場第5競走の新馬戦で、14番人気アイガーターフに騎乗して人気通りの14着に敗れた。同年4月12日、同じく中山での未勝利戦で2番人気ダイナパッションに騎乗して初勝利。この年、蛯名は30勝を挙げて新人騎手賞を受賞した。2001年には133勝を挙げて全国リーディングジョッキーに。2012年には史上7人目のJRA通算2000勝を達成している。
2018年5月13日東京4R、ジェイケイマッチョで勝利し、初騎乗から20592戦目で史上4人目のJRA通算2500勝を達成した。
2021年度の新規調教師免許試験に合格したため、2021年2月28日をもって騎手を引退し翌3月1日より調教師に転身する。最終日には中山競馬場のウイナーズサークルで引退式が行われた。但し、新型コロナウイルス緊急事態宣言発令に伴う無観客開催の為、YouTube Liveで生配信された。最終騎乗は中山記念のゴーフォザサミット(4着)
2022年3月1日付けで厩舎を開業する。前日付で調教師を引退する藤沢和雄厩舎からレイエンダなど33頭を引き継ぐ。
愛称は「エビショー」。夫人は元土曜競馬中継司会者の石森かずえ。調教師の蛯名信広は遠縁にあたる。

## 騎手成績

### 重賞勝利

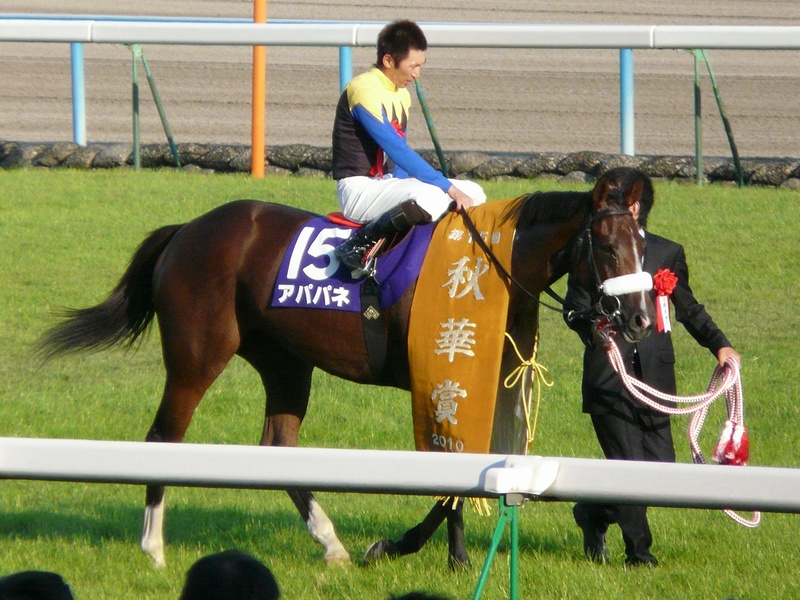
アパパネ（2010年秋華賞）

デビューから6年目の1992年、フェブラリーハンデキャップ（GIII）をラシアンゴールドとのコンビで制し、重賞初勝利を挙げる。以降2018年まで毎年重賞を勝利し、連続年重賞勝利記録を27年とし武豊の38年、岡部幸雄の28年に続く記録まで伸ばす。GI初勝利はバブルガムフェローに騎乗した天皇賞（秋）である。その後、JRAのGI勝利は26まで積み重ねた。これは日本競馬歴代6位の記録である。
クラシックではアパパネとのコンビで秋華賞を含む2010年の牝馬三冠を勝利したほか、ウメノファイバーで1999年の優駿牝馬を勝利。牡馬ではマンハッタンカフェで2001年の菊花賞を、イスラボニータで2014年の皐月賞を勝利している。東京優駿は1991年の初騎乗（シャコーグレイド）以来、30年で25回騎乗し、2、3着がそれぞれ2度ずつあったが、ダービージョッキーの称号にはとうとう手が届かなかった。今後は調教師として勝利を目指すことになる。

### 海外遠征

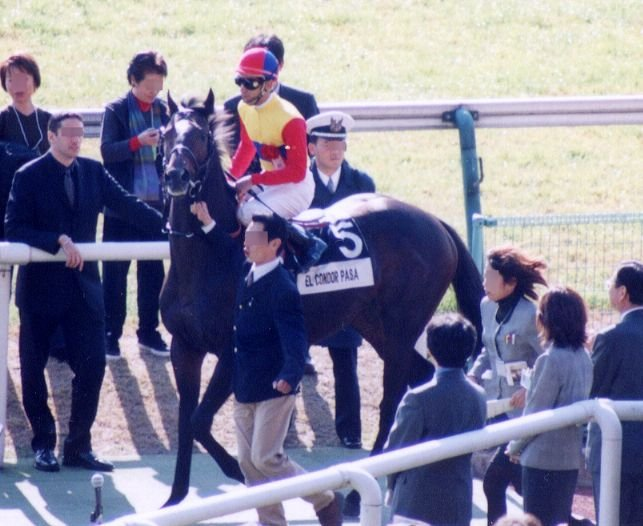
エルコンドルパサー（1999年引退式）

海外遠征での実績は、日本人騎手としてトップの成績を残している。1995年、フジヤマケンザンに騎乗した香港国際カップで海外重賞を初勝利。
1998年より的場均に代わってエルコンドルパサーの主戦騎手となり、同馬とのコンビでサンクルー大賞を勝利し、凱旋門賞を2着した。2000年夏にはアメリカ合衆国東海岸へ長期遠征。
2010年、2011年にはナカヤマフェスタに騎乗し、エルコンドルパサーを管理した二ノ宮敬宇調教師とのコンビで再びフランスに遠征。2010年のフォワ賞、凱旋門賞を2着した。

### GI競走勝利一覧（年度別）
斜字は統一GI、太字は海外G1を指す。
- 1996年
  - 天皇賞（秋） - バブルガムフェロー[38]
- 1998年
  - ジャパンカップ - エルコンドルパサー[39]
- 1999年
  - 優駿牝馬 - ウメノファイバー[24][25][26]
  - 安田記念 - エアジハード[40][41]
  - サンクルー大賞 - エルコンドルパサー[31][32]

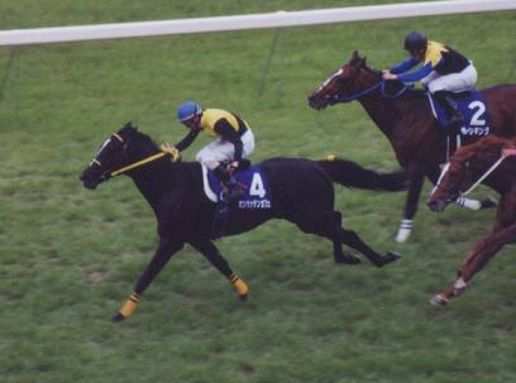
マンハッタンカフェ（2002年天皇賞（春））

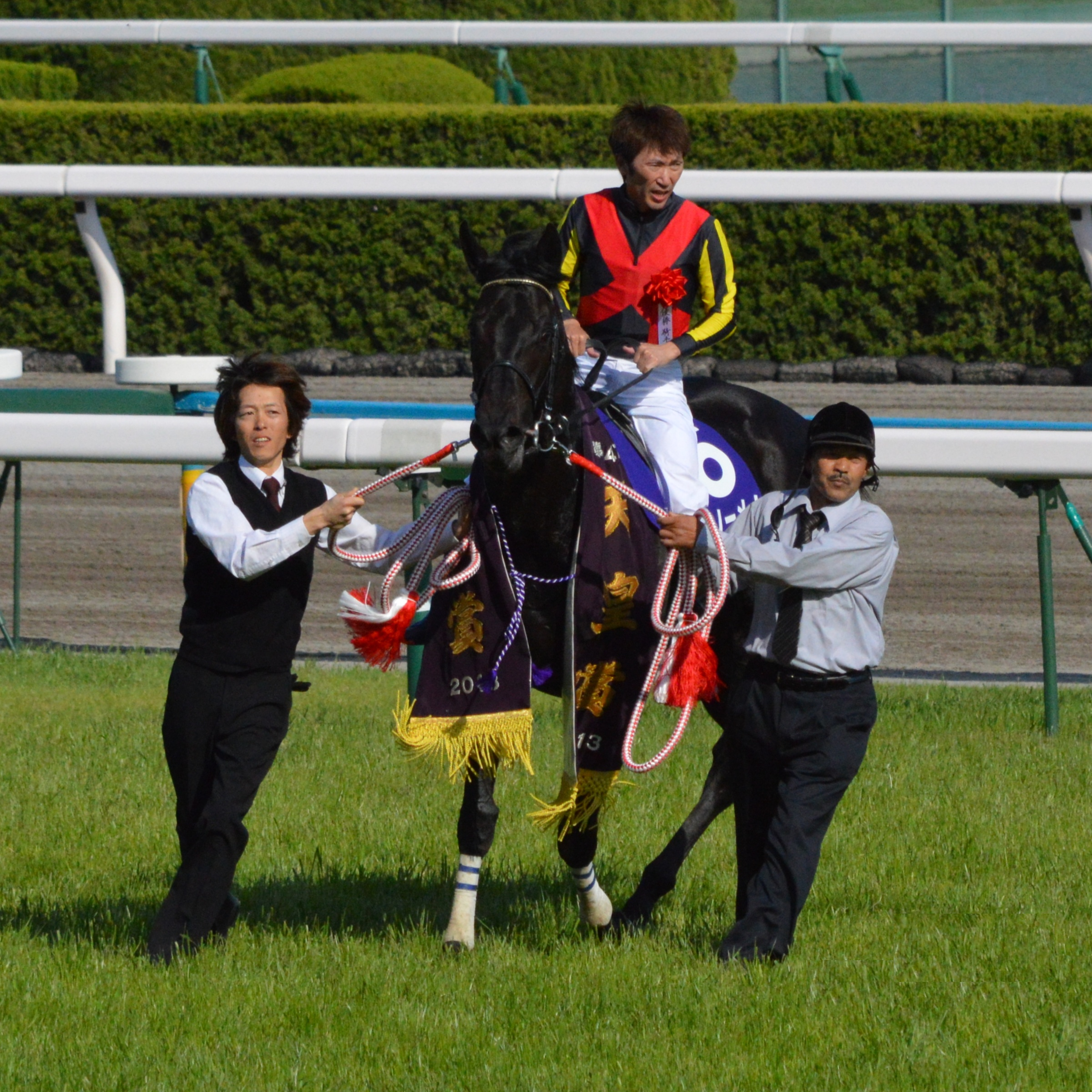
フェノーメノ（2013年天皇賞（春））

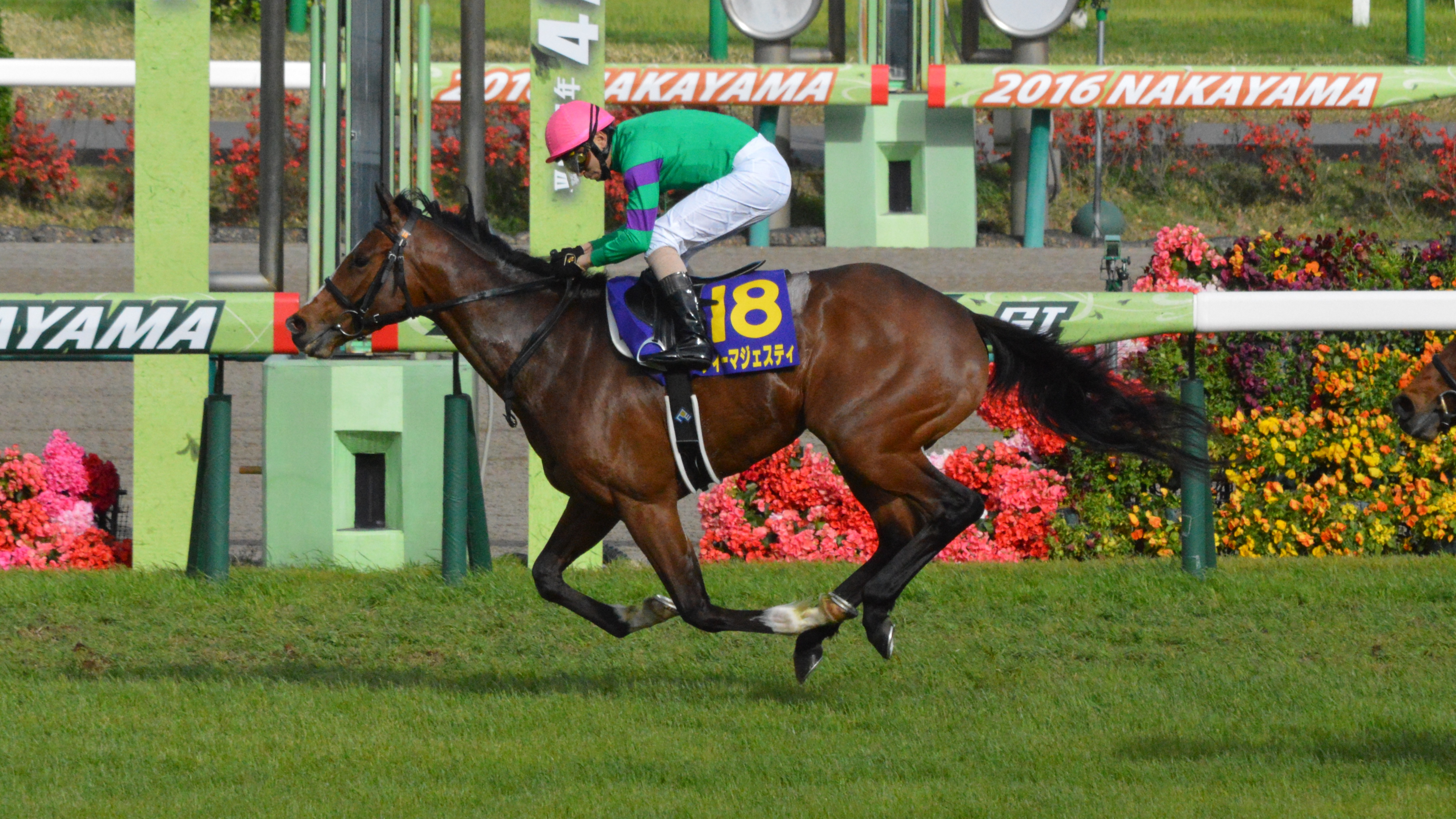
ディーマジェスティ（2016年皐月賞）

  - マイルチャンピオンシップ - エアジハード[42][43]
- 2000年
  - 帝王賞 - ファストフレンド[44]
  - 東京大賞典 - ファストフレンド[45]
- 2001年
  - 高松宮記念 - トロットスター[46]
  - スプリンターズステークス - トロットスター[47]
  - 菊花賞 - マンハッタンカフェ[48]
  - JBCスプリント －ノボジャック[49]
  - 有馬記念 - マンハッタンカフェ[50]
- 2002年
  - 天皇賞（春） - マンハッタンカフェ[51]
  - マイルチャンピオンシップ - トウカイポイント[52]
- 2006年
  - 朝日杯フューチュリティステークス - ドリームジャーニー[53]
- 2007年
  - 有馬記念 - マツリダゴッホ[54]
- 2009年
  - 阪神ジュベナイルフィリーズ - アパパネ[55]
- 2010年
  - 桜花賞 - アパパネ[56]
  - 優駿牝馬 - アパパネ[57]
  - 秋華賞 - アパパネ[23][58]
- 2011年
  - ヴィクトリアマイル - アパパネ[59]
- 2013年
  - 天皇賞（春） - フェノーメノ[60]
- 2014年
  - 皐月賞 - イスラボニータ[28][61]
  - 天皇賞（春） - フェノーメノ[62]
  - 阪神ジュベナイルフィリーズ - ショウナンアデラ[63]
  - 朝日杯フューチュリティステークス - ダノンプラチナ[64]
- 2015年
  - エリザベス女王杯 - マリアライト[65]
- 2016年
  - 皐月賞 - ディーマジェスティ[66]
  - 宝塚記念 - マリアライト[67]
  - JBCレディスクラシック －ホワイトフーガ[68]

|            | 日付           | 競馬場・開催 | 競走名         | 馬名               | 頭数 | 人気 | 着順 |
| ---------- | -------------- | ------------ | -------------- | ------------------ | ---- | ---- | ---- |
| 初騎乗     | 1987年3月1日   | 2回中山2日目 | 4歳新馬        | アイガーターフ     | 15頭 | 14   | 14着 |
| 初勝利     | 1987年4月12日  | 3回中山6日目 | 4歳未勝利      | ダイナパッション   | 8頭  | 2    | 1着  |
| 重賞初騎乗 | 1987年7月5日   | 1回福島6日目 | ラジオたんぱ賞 | ハマナスニゾン     | 8頭  | 7    | 8着  |
| 重賞初勝利 | 1992年2月22日  | 1回東京7日目 | フェブラリーH  | ラシアンゴールド   | 16頭 | 10   | 1着  |
| GI初騎乗   | 1989年4月16日  | 3回中山8日目 | 皐月賞         | リアルビクトリ     | 20頭 | 11   | 17着 |
| GI初勝利   | 1996年10月27日 | 5回東京8日目 | 天皇賞(秋)     | バブルガムフェロー | 17頭 | 3    | 1着  |

| 年度   | 1着  | 2着  | 3着  | 騎乗数 | 勝率 | 連対率 | 複勝率 |
| ------ | ---- | ---- | ---- | ------ | ---- | ------ | ------ |
| 1987年 | 30   | 38   | 27   | 216    | .139 | .315   | .440   |
| 1988年 | 43   | 28   | 33   | 353    | .122 | .201   | .295   |
| 1989年 | 36   | 44   | 35   | 356    | .101 | .225   | .323   |
| 1990年 | 27   | 34   | 34   | 352    | .077 | .173   | .270   |
| 1991年 | 23   | 18   | 19   | 257    | .089 | .160   | .233   |
| 1992年 | 54   | 52   | 47   | 414    | .130 | .256   | .370   |
| 1993年 | 49   | 46   | 46   | 537    | .091 | .177   | .263   |
| 1994年 | 71   | 44   | 73   | 572    | .124 | .201   | .329   |
| 1995年 | 84   | 62   | 60   | 596    | .141 | .245   | .346   |
| 1996年 | 82   | 82   | 73   | 680    | .121 | .241   | .349   |
| 1997年 | 62   | 86   | 63   | 660    | .094 | .224   | .320   |
| 1998年 | 136  | 92   | 69   | 777    | .175 | .293   | .382   |
| 1999年 | 129  | 118  | 94   | 800    | .161 | .309   | .426   |
| 2000年 | 62   | 58   | 59   | 563    | .110 | .213   | .318   |
| 2001年 | 133  | 106  | 101  | 905    | .147 | .264   | .376   |
| 2002年 | 99   | 82   | 67   | 803    | .123 | .225   | .309   |
| 2003年 | 101  | 82   | 70   | 450    | .129 | .235   | .324   |
| 2004年 | 88   | 84   | 57   | 752    | .117 | .229   | .305   |
| 2005年 | 101  | 93   | 73   | 828    | .122 | .234   | .322   |
| 2006年 | 78   | 71   | 62   | 680    | .115 | .219   | .310   |
| 2007年 | 105  | 98   | 76   | 831    | .126 | .244   | .336   |
| 2008年 | 83   | 82   | 57   | 717    | .116 | .230   | .310   |
| 2009年 | 101  | 85   | 65   | 779    | .130 | .239   | .322   |
| 2010年 | 116  | 81   | 72   | 853    | .136 | .231   | .315   |
| 2011年 | 95   | 95   | 70   | 803    | .118 | .237   | .324   |
| 2012年 | 123  | 107  | 91   | 829    | .148 | .277   | .387   |
| 2013年 | 86   | 81   | 83   | 773    | .111 | .216   | .323   |
| 2014年 | 107  | 80   | 76   | 827    | .129 | .226   | .318   |
| 2015年 | 87   | 69   | 62   | 780    | .112 | .200   | .279   |
| 2016年 | 62   | 55   | 70   | 741    | .084 | .158   | .252   |
| 2017年 | 34   | 55   | 45   | 597    | .057 | .149   | .224   |
| 2018年 | 32   | 32   | 37   | 427    | .075 | .150   | .237   |
| 2019年 | 15   | 9    | 15   | 211    | .071 | .114   | .185   |
| 2020年 | 4    | 5    | 7    | 88     | .045 | .102   | .182   |
| 2021年 | 3    | 2    | 3    | 46     | .065 | .109   | .174   |
| 中央   | 2541 | 2256 | 1991 | 21183  | .120 | .226   | .320   |
| 地方   | 60   | 48   | 53   | 344    | .174 | .314   | .468   |

### 表彰歴
- 民放競馬記者クラブ賞（1987年度[69]）
- JRA賞最多勝利騎手（2001年度[70]）
- JRA賞最多賞金獲得騎手（2001年度[70]、2010年度[70]）
- 東京競馬記者クラブ賞（1998年度[71][72]、2001年度[73]、2010年度特別賞[74]、2014年度[75]）
- 日本プロスポーツ大賞功労賞（2001年度[76]、2010年度[77]）
- 厩舎関係者表彰優秀騎手賞（1996年度[78]、1998年度[71]、1999年度[79]、2001 - 2003年度[80][81][82]、2007年度[83]、2010 - 2012年度[84][85][86]）
- 厩舎関係者表彰フェアプレー賞（関東）（1989年度[87]、1993年度[88]、1997年度[89]、2004年度[90]、2010年度[84]、2012年度[86]）

## 調教師成績

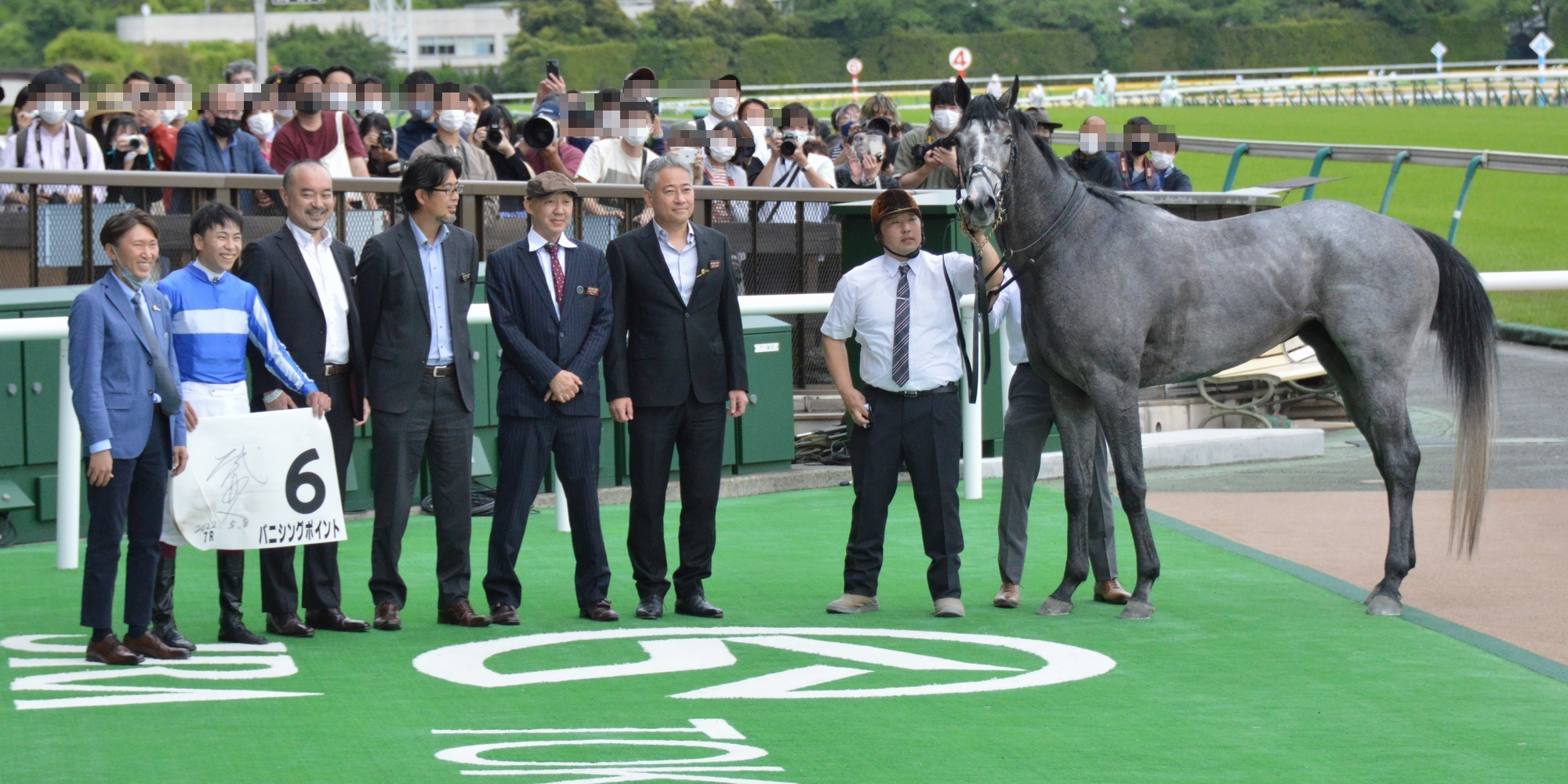
初勝利時の記念撮影

2022年3月1日付で美浦トレーニングセンターにて開業。前日付で調教師を引退する藤沢和雄厩舎からレイエンダなど33頭を引き継いだほか、開業時の厩舎スタッフ10名のうち藤沢厩舎から9名を引き継いでいる。残り1名は田中清隆厩舎でホエールキャプチャを担当していたスタッフである。
|            | 日付          | 競馬場・開催  | 競走名                 | 馬名               | 頭数 | 人気 | 着順 |
| ---------- | ------------- | ------------- | ---------------------- | ------------------ | ---- | ---- | ---- |
| 初出走     | 2022年3月12日 | 1回阪神9日10R | 飛鳥ステークス         | レッドアルマーダ   | 16頭 | 4    | 7着  |
| 初勝利     | 2022年5月8日  | 2回東京6日7R  | 4歳上1勝クラス         | バニシングポイント | 7頭  | 2    | 1着  |
| 重賞初出走 | 2022年3月26日 | 3回中山1日11R | 日経賞                 | ランフォザローゼス | 15頭 | 12   | 14着 |
| 重賞初勝利 | 2023年5月13日 | 2回東京7日11R | 京王杯スプリングカップ | レッドモンレーヴ   | 18頭 | 2    | 1着  |
| GI初出走   | 2023年2月19日 | 1回東京8日11R | フェブラリーステークス | テイエムサウスダン | 16頭 | 8    | 14着 |
| GI初勝利   |               |               |                        |                    |      |      |      |

### 主な管理馬
- レッドモンレーヴ（2023年京王杯スプリングカップ）[92]

## 出演

### テレビ
- トップランナー（1999年12月3日、NHK総合[93]）
- 武豊TV!II（フジテレビワンツーネクスト）[94]

### CM
- BOSSコーヒー『ウマ娘コラボ缶』（2024年2月、サントリーフーズ）[95]

## 著書
- 冷めて、静かに、熱くなれ : 蛯名正義フォトエッセイ（語り下ろし、島田明宏構成・文、講談社、2000年、ISBN 4-06-330093-5）
- 正義の競馬（集英社、2002年、ISBN 4-08-780367-8）